# Académie des travailleurs
L'académie des travailleurs (finnois : Työväen Akatemia) est une université populaire à Kauniainen en Finlande.

## Présentation

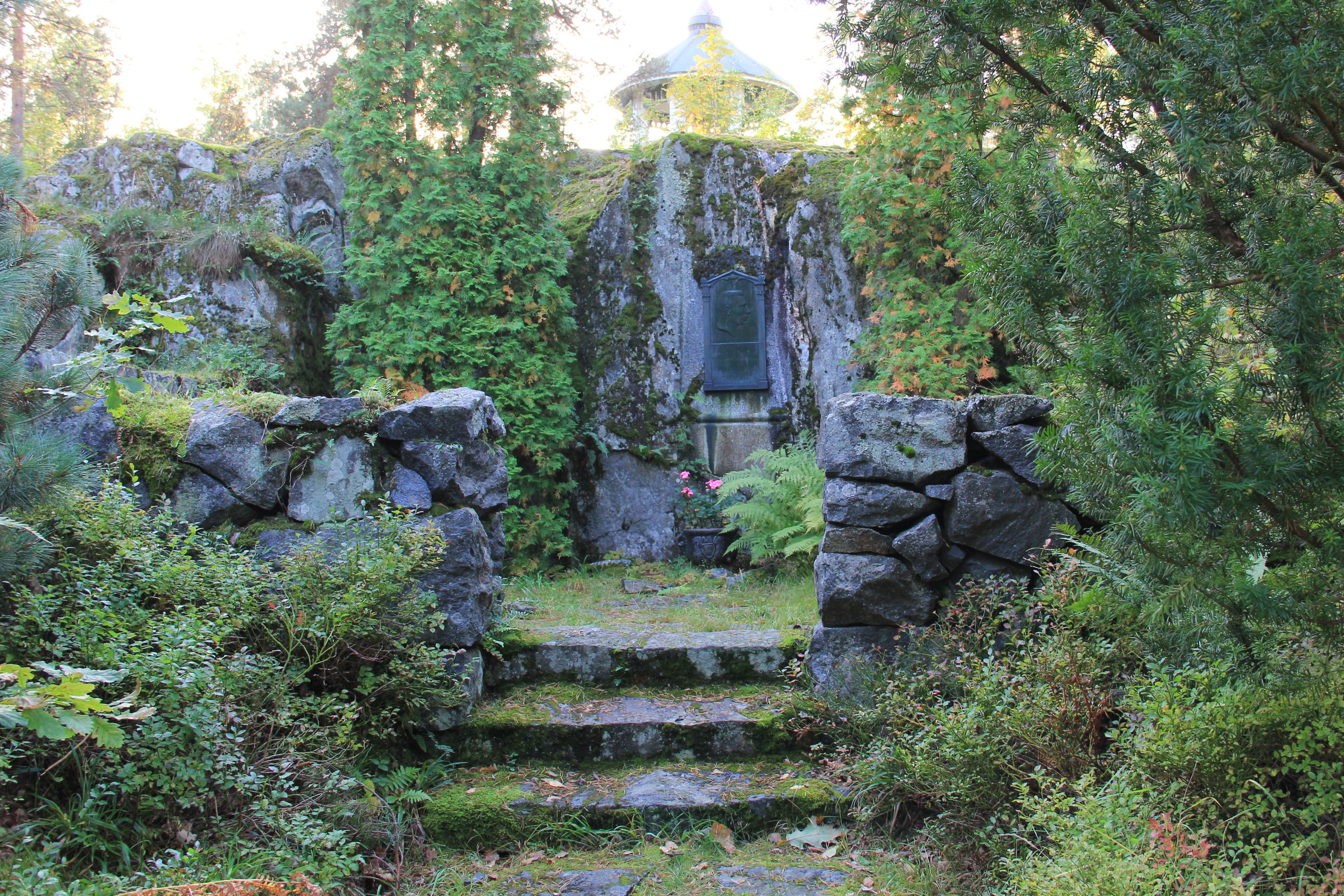
Julius Ailio, le premier président du conseil d'administration de l'Académie des travailleurs, est enterré dans le jardin derrière le bâtiment principal.

L'Académie des Travailleurs est une université populaire de plus de 300 places. L'enseignement porte sur les sciences sociales, les sciences humaines, les sciences du comportement et les matières culturelles, ainsi que sur les langues au niveau universitaire.

## Histoire
L'institution est fondée en 1924 par Väinö Voionmaa et d'autres sociaux-démocrates de formation universitaire.
Väinö Voionmaa sera le président du conseil d'administration de 1933 à 1947.

## Programmes
L'académie dispense un enseignement dans les domaines suivants,:
- Théâtre
- Histoire
- Sciences de l'éducation
- Économie
- Sociologie du développement
- Techniques d'écriture
- Histoire culturelle
- Droit
- Histoire politique
- Psychologie
- Sciences sociales
- Science politique
- Littérature